# Station Kwidzyn
Station Kwidzyn is een spoorwegstation in de Poolse plaats Kwidzyn.